# Animutation
Animutation é um estilo de animação em Flash, criada acidentalmente por Neil Cicierega, aos 13 anos de idade. Este estilo é caracterizado pelas inúmeras imagens aleatórias da cultura pop, geralmente tendo uma música estrangeira como fundo. É comum usarem-se algumas legendas, que não são a tradução da música de fundo, nem da letra desta, mas que na verdade é um soramimi. Este tipo de animação é estranho, aleatório, por vezes demente, mas é bastante facil de implementar, do ponto de vista de um criador de flashes. Qualquer tipo de rigor e/ou profissionalismo não é de algum modo necessário neste estilo de animação em flash.
Acredita-se que o primeiro Animutation alguma vez criado foi o "Japanese Pokérap", por Neil Cicierega. A partir daqui, Neil criou uma série muito variada de Animutations, como "Hyakugojyuuichi!!!", "The Ultimate Showdown of Ultimate Destiny" ou "Untitled".
Graças ao sucesso inesperado dos flashes de Neil outros admiradores do seu trabalho adaptaram os Animutation deste. Originalmente, estes Animutation criados por admiradores, eram chamados Fanimutation já que serviam de tributo as animações de Neil, mas os dois conceitos rapidamente se confundiram entre si.

## Personagens de animutations
- Adolf Hitler
- Alex Chiu
- Bill Gates
- Colin Mochrie
- Darth Vader
- Domo-kun
- George W. Bush
- Harry Potter
- Hello Kitty
- Homer Simpson
- Jay Jay, o Jatinho
- Jesus
- Super Mario
- Matthew Lesko
- Michael Jackson
- Mr. T
- Pac-Man
- Pee Wee Herman
- Pikachu
- Ronald McDonald
- Papai Noel
- Sonic the Hedgehog
- Bob Esponja